# MaK G 1205
A MaK G 1205 négytengelyes dízel-hidraulikus mozdonysorozat, a MaK G 1204 BB utódja, melyet a Maschinenbau Kiel (MaK) és annak utódvállalata, a Siemens Schienenfahrzeugtechnik gyártott 1991 és 1997 között, összesen 31 példányban. A típus továbbfejlesztett változata SNCB 77 sorozat típusjelöléssel ismert, a Belga Államvasutak (SNCB) számára gyártották 1999 és 2005 között 170 példányban.

## Technikai részletek
A MaK G 1205 mozdonyból 1991 és 1997 között 31 példányt gyártottak. Az első tizenkét legyártott egységet 1120 kW (1520 PS) névleges teljesítményű Caterpillar 3512 DI-TA, a további tizenkilencet 1180 kW (1600 PS) névleges teljesítményű MTU 12V 396 TC14 típusú motorral gyártották. A Caterpillar motoros verzió legnagyobb megengedett sebessége 60 km/h (37 mph), míg az MTU motoros kivitelé 80 km/h (50 mph), kivéve a Svéd Vasúti Igazgatóságnak 1995-ben gyártott kettő mozdonyé; azoké 100 km/h (62 mph). A típus szolgálati tömege kiviteltől függően 80–88 t (79–87 angol tonna; 88–97 amerikai tonna), tüzelőanyag-tartálya 2500 vagy 3000 l (550 vagy 660 imp gal; 660 vagy 790 US gal). A mozdony hajtásáról egy a G 1204 BB és a G 1202 BB típusokba is szerelt Voith Turbo L5r4U2 turbóhajtómű gondoskodik.
Az első tizenkettő MaK G 1205 típusú mozdonyt a Eisenbahn und Häfen (EH) megrendelésére gyártottak. A G 1205 legnagyobb külföldi megrendelője a National Iranian Steel Company (NISCO) iráni acélvállalat volt, amely hat mozdonyt vett át. Kettő mozdonyt a Svéd Vasúti Igazgatóság is vett, ezek 2010-ben az Infranordhoz, majd 2012-ben a Hector Railhez kerültek, ahol Hector Rail 942 sorozat néven ismertek. Ezek az SJ T43, az SJ T44 és az SJ Tb sorozatú mozdonyokkal szinkroncsatoltan is vezérelhetők.
Az 1997-ben átadott utolsó három mozdonyt a MaK utódvállalata, a Siemens Schienenfahrzeugtechnik (SFT) gyártotta le.

## Üzemeltetők
| MaK G 1205 mozdonyok listája |             |                                                               |                                                 |                                          |
| Gyártási szám                | Gyártás éve | Első üzemeltető                                               | Legutóbbi üzemeltető                            | Megjegyzés                               |
| Caterpillar-motoros egységek |             |                                                               |                                                 |                                          |
| 1000854                      | 1991        | Eisenbahn und Häfen „521“                                     | Thyssenkrupp Steel Europe „521“                 | UIC-pályaszáma: 98 80 0274 066-6 D-EHG   |
| 1000855                      | 1991        | Eisenbahn und Häfen „522“                                     | Thyssenkrupp Steel Europe „522“                 | UIC-pályaszáma: 98 80 0274 067-4 D-EHG   |
| 1000856                      | 1991        | Eisenbahn und Häfen „523“                                     | Thyssenkrupp Steel Europe „523“                 | UIC-pályaszáma: 98 80 0274 068-2 D-EHG   |
| 1000857                      | 1991        | Eisenbahn und Häfen „524“                                     | Thyssenkrupp Steel Europe „524“                 | UIC-pályaszáma: 98 80 0274 069-0 D-EHG   |
| 1000858                      | 1991        | Eisenbahn und Häfen „525“                                     | Thyssenkrupp Steel Europe „525“                 | UIC-pályaszáma: 98 80 0274 070-8 D-EHG   |
| 1000859                      | 1991        | Eisenbahn und Häfen „526“                                     | Thyssenkrupp Steel Europe „526“                 | UIC-pályaszáma: 98 80 0274 071-6 D-EHG   |
| 1000860                      | 1991        | Eisenbahn und Häfen „527“                                     | Thyssenkrupp Steel Europe „527“                 | UIC-pályaszáma: 98 80 0274 072-4 D-EHG   |
| 1000861                      | 1991        | Eisenbahn und Häfen „528“                                     | Thyssenkrupp Steel Europe „528“                 | UIC-pályaszáma: 98 80 0274 073-2 D-EH    |
| 1000862                      | 1991        | Eisenbahn und Häfen „531“                                     | Thyssenkrupp Steel Europe „531“                 | UIC-pályaszáma: 98 80 0274 074-0 D-EHG   |
| 1000863                      | 1991        | Eisenbahn und Häfen „532“                                     | Thyssenkrupp Steel Europe „532“                 | UIC-pályaszáma: 98 80 0274 075-7 D-EHG   |
| 1000864                      | 1991        | Eisenbahn und Häfen „533“                                     | Thyssenkrupp Steel Europe „533“                 | UIC-pályaszáma: 98 80 0274 076-5 D-EHG   |
| 1000865                      | 1991        | Eisenbahn und Häfen „534“                                     | Thyssenkrupp Steel Europe „534“                 | UIC-pályaszáma: 98 80 0274 077-3 D-EHG   |
| MTU-motoros egységek         |             |                                                               |                                                 |                                          |
| 1000872                      | 1992        | National Iranian Steel Company                                | National Iranian Steel Company                  |                                          |
| 1000873                      | 1992        | National Iranian Steel Company                                | National Iranian Steel Company                  |                                          |
| 1000874                      | 1992        | Graz-Köflacher Eisenbahn- und Bergbaugesellschaft „DH 1500.7” | Stern & Hafferl Verkehrsgesellschaft „V 20 012” |                                          |
| 1000875                      | 1992        | Verkehrsbetriebe Kreis Plön „V 155”                           | InfraServ Logistics „10”                        | UIC-pályaszáma: 98 80 0274 101-1 D-ISL   |
| 1000876                      | 1992        | National Iranian Steel Company                                | National Iranian Steel Company                  |                                          |
| 1000877                      | 1992        | National Iranian Steel Company                                | National Iranian Steel Company                  |                                          |
| 1000880                      | 1992        | National Iranian Steel Company                                | National Iranian Steel Company                  |                                          |
| 1000881                      | 1992        | National Iranian Steel Company                                | National Iranian Steel Company                  |                                          |
| 1000890                      | 1993        | Neusser Eisenbahn „VI”                                        | Hafen Krefeld GmbH                              | UIC-pályaszáma: 98 80 0274 102-9 D-RHKE  |
| 1000891                      | 1993        | Bayernwerk „M 21”                                             | Bocholter Eisenbahngesellschaft                 | UIC-pályaszáma: 98 80 0274 103-7 D-NRAIL |
| 1000892                      | 1993        | Bayernwerk „M 22”                                             | Betriebe der Stadt Mülheim an der Ruhr          | UIC-pályaszáma: 98 80 0274 104-5 D-BTMH  |
| 1000893                      | 1993        | Bayer AG, Werk Dormagen „3”                                   | Stickstoffwerke Piesteritz „1”                  |                                          |
| 1000894                      | 1993        | Niederrheinische Verkehrsbetriebe „3”                         | Niederrheinische Verkehrsbetriebe „3”           | UIC-pályaszáma: 98 80 0274 106-0 D-NIAG  |
| 1000895                      | 1994        | Teutoburger Wald-Eisenbahn „V 156”                            | Captrain Deutschland CargoWest „V 156”          | UIC-pályaszáma: 98 80 0274 107-8 D-CCW   |
| 1000896                      | 1994        | Teutoburger Wald-Eisenbahn „V 157”                            | Captrain Deutschland CargoWest „V 157”          | UIC-pályaszáma: 98 80 0274 108-6 D-CCW   |
| 1000897                      | 1995        | Siemens Schienenfahrzeugtechnik                               | RheinCargo „DH 112”                             | UIC-pályaszáma: 98 80 0274 109-4 D-RHC   |
| 1000898                      | 1995        | Banverket „DLL 33290”                                         | Hector Rail „942.001” – „McBain”                | UIC-pályaszáma: 92 74 1206 290-7 S-HCTOR |
| 1000899                      | 1995        | Banverket „DLL 210”                                           | Hector Rail „942.002” – „Sweetwater”            | UIC-pályaszáma: 92 74 000 210-5 S-HCTOR  |
| 1000906                      | 1997        | Neusser Eisenbahn „VII”                                       | RheinCargo „DH 107”                             | UIC-pályaszáma: 98 80 0274 110-2 D-RHC   |

## Továbbfejlesztett változat
A G 1205 továbbfejlesztett változatát, az SNCB 77 sorozatot a Belga Államvasutak (SNCB) igényeihez igazították. 1999 és 2005 között összesen 170 ilyen típusú mozdonyt adtak át az SNCB-nek, ami a 7701–7870-es pályaszámokkal üzemelteti azokat. Tolatási és vonali feladatok ellátására is használják azokat. A mozdonyokat 1150 kW (1540 hp) névleges teljesítményű Anglo Belgian Corporation 6DZC-1000-144A típusú motorral, illetve Voith Turbo L4r4zseU2a hajtóművel szerelték.

## Fordítás
- Ez a szócikk részben vagy egészben  a   MaK G 1205 BB című német Wikipédia-szócikk ezen változatának fordításán alapul.  Az eredeti cikk szerkesztőit annak laptörténete sorolja fel. Ez a jelzés csupán a megfogalmazás eredetét és a szerzői jogokat jelzi, nem szolgál a cikkben szereplő információk forrásmegjelöléseként.